# Zygmunt Kamiński
Zygmunt Kamiński (né le 22 février 1933 à Wzgórze-Belzyce et mort le 1er mai 2010 à Szczecin) est un archevêque polonais. 

## Biographie
Kamiński est ordonné prêtre en 1956. 
En 1975 il est nommé évêque titulaire de Midica (de) exerçant la fonction d'évêque auxiliaire de Lublin. En 1984 il est nommé évêque coadjuteur de Płock et il en devient évêque en 1988. 
En 1999 enfin il est nommé archevêque de Szczecin-Kamień. Il se retire en mars 2009.